# Néblon
Néblon är ett vattendrag i Belgien.   Det ligger i provinsen Liège och regionen Vallonien, i den östra delen av landet, 100 km sydost om huvudstaden Bryssel.
I omgivningarna runt Néblon växer i huvudsak blandskog. Runt Néblon är det ganska tätbefolkat, med 65 invånare per kvadratkilometer.